# Luis Arconada
Luis Miguel Arconada Etxarri (født 26. juni 1954 i San Sebastián, Spanien) er en tidligere spansk fodboldspiller, der tilbragte hele sin karriere, fra 1972 til 1989, som målmand hos La Liga-klubben Real Sociedad. Han vandt med klubben det spanske mesterskab i både 1981 og 1982, samt Copa del Rey i 1987.
Arconada spillede desuden mellem 1977 og 1985 hele 68 kampe for Spaniens landshold. Han debuterede for holdet 27. marts 1977 i et opgør mod Ungarn, og var en del af den spanske trup til VM i 1978, EM i 1980, VM i 1982 og EM i 1984.

## Titler
La Liga
- 1981 og 1982 med Real Sociedad

Copa del Rey
- 1987 med Real Sociedad

Supercopa de España
- 1982 med Real Sociedad